# Маринер-4
Ма́ринер-4 (англ. Mariner 4, букв. — моряк), — автоматическая межпланетная станция программы НАСА Маринер Марс 1964. Космический аппарат предназначался для проведения научных исследований Марса с пролётной траектории, передачи информации о межпланетном пространстве и о пространстве около Марса. Предусматривалось получение снимков поверхности и проведение эксперимента по радиозатмению планетой сигнала со станции для получения информации об атмосфере и ионосфере.
Маринер-4 четвёртый космический аппарат НАСА из серии «Маринер». Головная организация по проектированию, изготовлению и испытаниям Лаборатория реактивного движения (Jet Propulsion Laboratory или JPL). Разработка отдельных систем выполнялась различными промышленными организациями. Разработка научных приборов выполнялась с участием высших учебных заведений.
Маринер-4 совершил 14-15 июля 1965 года первый успешный пролёт около Марса и стал первым космическим аппаратом, который сделал снимки другой планеты с близкого расстояния и передал их на Землю.

## Конструкция

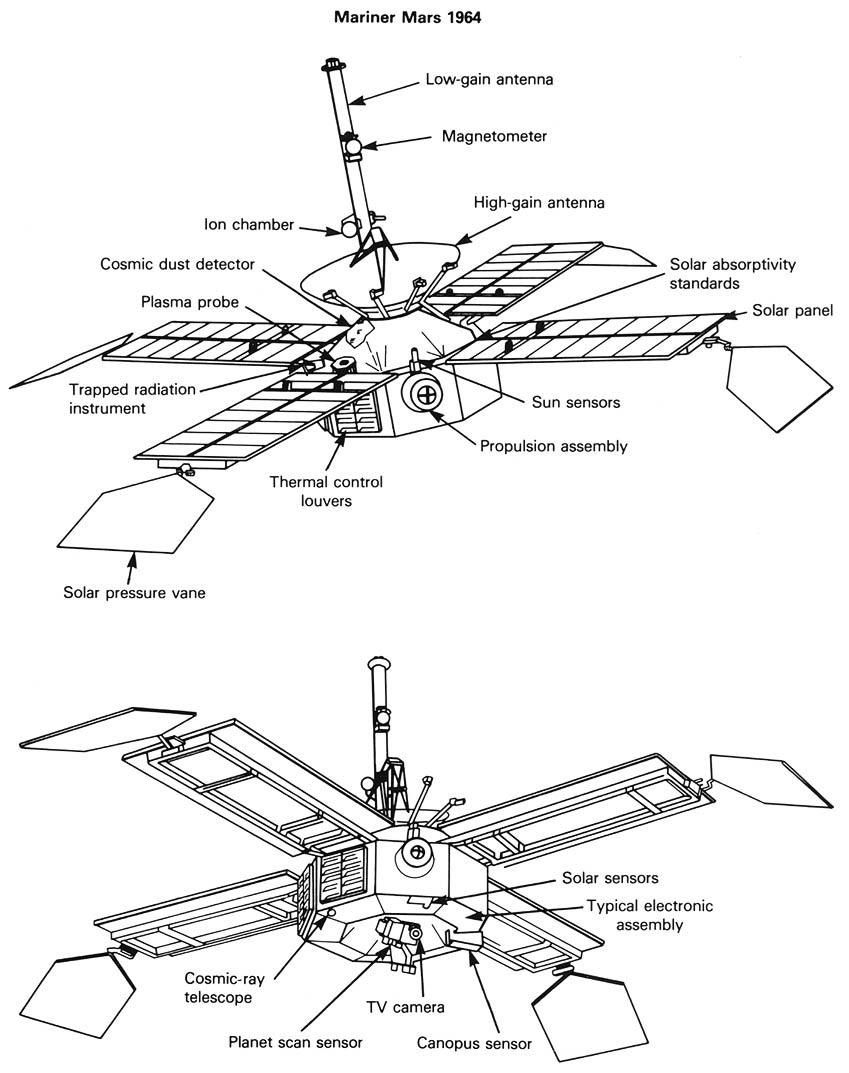
Схема Маринера-4

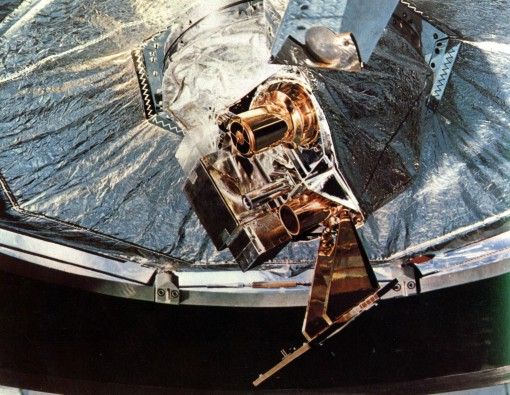
Сканирующая платформа «Маринера-4» с установленной телекамерой.

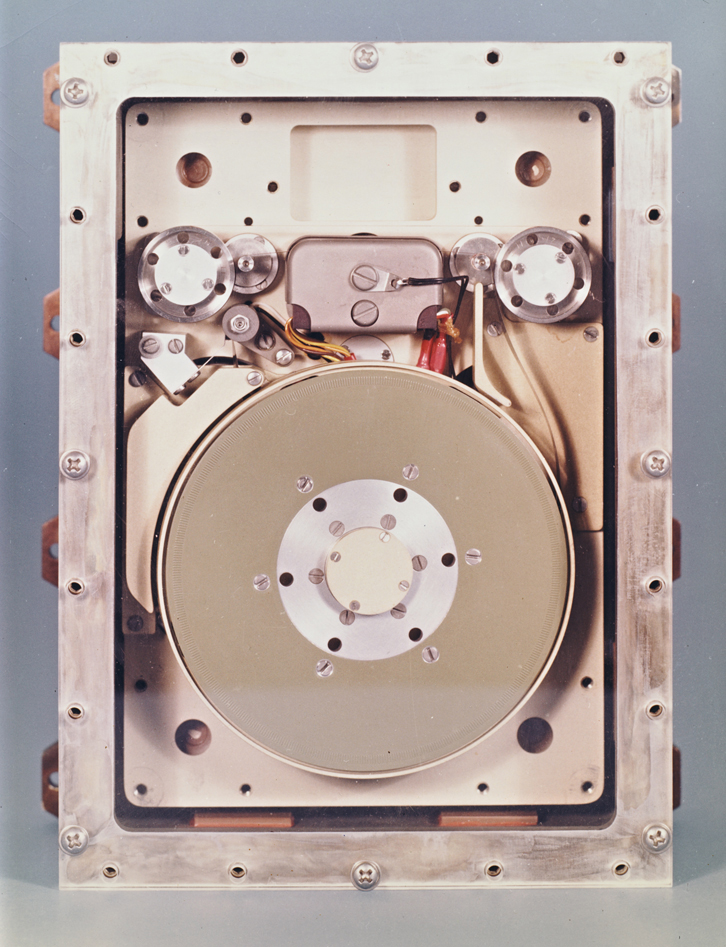
Бортовой магнитофон, использовавшийся для хранения данных.

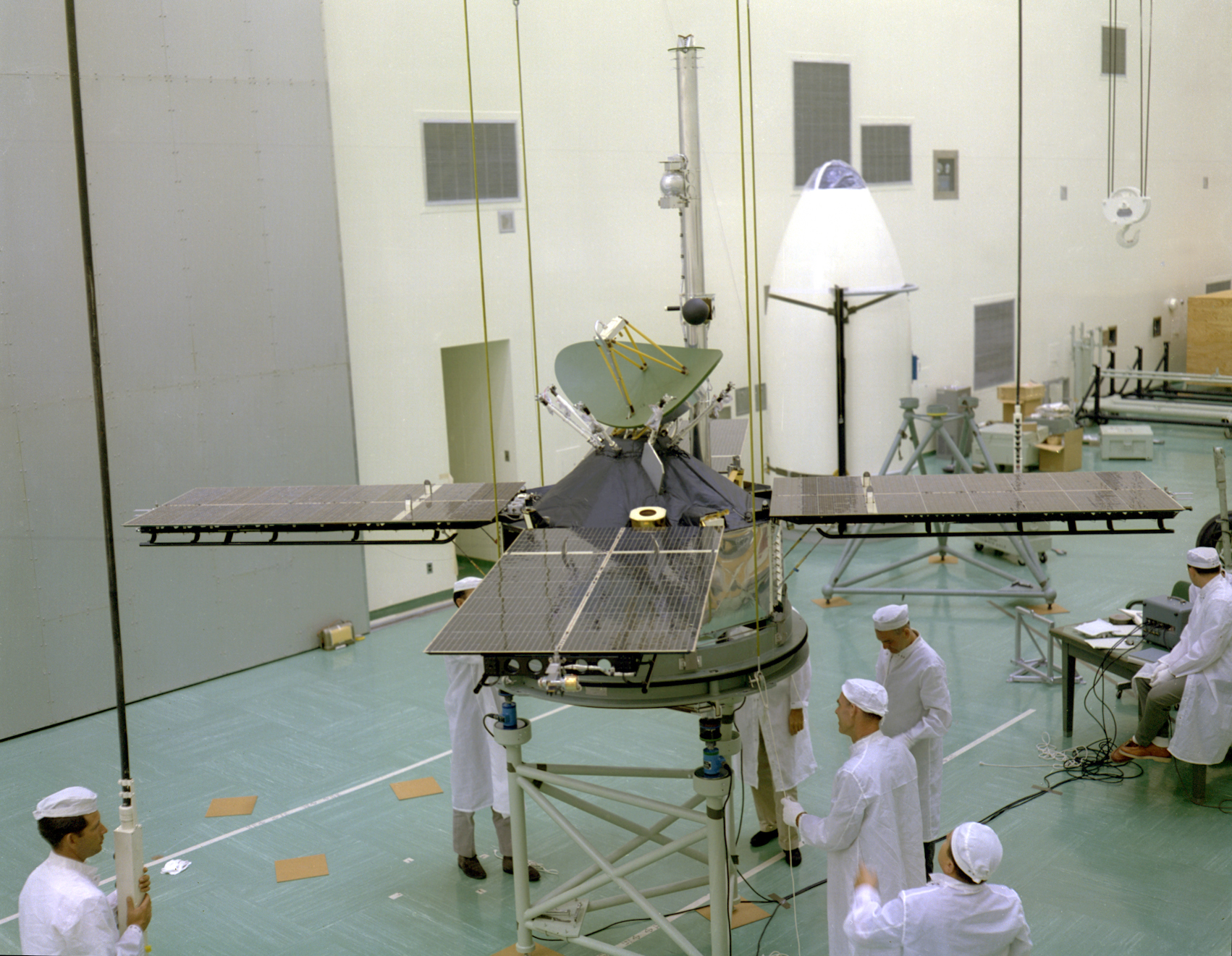
Подготовка «Маринера-4» к проверке веса 1 ноября 1963

Корпус космического аппарата имеет форму восьмигранника 127 см в ширину по диагонали и 45,7 см в высоту. Корпус негерметичный, из магниевого сплава, разделен на восемь отсеков в которых размещены электронная аппаратура, кабели, коррекционная двигательная установка, ёмкости с газом для системы ориентации и регулирующие устройства. Четыре солнечные батареи с размахом 6,88 м (включая установленные на внешнем крае батарей солнечные паруса) прикреплены к верхней части аппарата. Параболическая антенна диаметром 116,8 см с высоким коэффициентом усиления установлена на верхней поверхности аппарата, а всенаправленная антенна с низким коэффициентом усиления закреплена на мачте высотой в 223,5 см установленной рядом с параболической антенной. В центре нижней поверхности корпуса установлена одноосная сканирующая платформа, которая направляет установленную на ней телекамеру на Марс. Общая высота аппарата 2,89 метра, а масса 261 кг.
Питание для всех систем Маринера-4 обеспечивали 28224 фотоэлементов, собранных в панели размером 176×90 см, которые могли выработать до 310 Вт около Марса, энергия накапливалась в серебряно-цинковом аккумуляторе 1200 Вт·ч.
Для коррекции траектории использовался двигатель, развивающий 222 Н тяги, который работал на однокомпонентном топливе — гидразине.
Полная, трёхосная ориентация аппарата осуществлялась 12 микродвигателями работающими на сжатом азоте, которые были установлены на концах панелей солнечных батарей. В системе ориентации имелись три гироскопа. Сведения об ориентации давали четыре солнечных датчика и либо датчик Земли либо датчик звезды Канопус либо датчик Марса (в зависимости от того где находился космический аппарат). Маринер-4 стал первым космическим аппаратом, который использовал звезду в качестве опорного ориентира для системы ориентации. В космических аппаратах, которые были спутниками Земли или летели к Луне либо Венере, для ориентации использовались: Земля, Луна и Венера, но только освещённая Солнцем их часть. Во время полёта к Марсу и Земля и Марс были слишком тусклыми для захвата датчиками системы ориентации. Потребовался другой яркий объект расположенный под большим углом к Солнцу и Канопус вторая по яркости после Сириуса звезда на небе соответствовала этим требованиям. Впоследствии Канопус использовался в качестве опорного ориентира в других космических программах.
Солнечные паруса, каждый площадью 0,65 м², были прикреплены к внешним краям солнечных панелей. Солнечные паруса являлись элементами вспомогательной пассивной системы ориентации.
Аппаратура связи на Маринере-4 состояла из дублированного радиопередатчика S-диапазона и одного радиоприёмника. Аппаратура могла отправлять и получать данные через всенаправленную антенну с низким коэффициентом усиления и антенну с высоким коэффициентом усиления, со скоростью 8⅓ и 33⅓ бит/с соответственно. Данные могли также сохраняться для последующей передачи на бортовом катушечном магнитофоне ёмкостью 5240 тысяч бит.
Работа всей электроники находились под контролем командной подсистемы которая могла обрабатывать любую из полученных с Земли команд (29 команд в виде слов или 3 команды имеющие числовое значение необходимые для выполнения коррекции траектории). Центральный вычислитель и программно-временное устройство отрабатывали хранящиеся в памяти служебные команды, выполняемые последовательно через определенные промежутки времени. В качестве эталона времени применялась синхронизирующая частота 38,4 кГц.
Температурный режим поддерживался за счёт использования установленных над 6 отсеками с электроникой панелей c жалюзи, а также многослойной термоизоляции, защитных экранов из полированного алюминия и специальной обработки внешних поверхностей.
Электронная аппаратура Маринера-4 изготовлена на дискретных элементах. Интегральные микросхемы не использовались. Суммарное количество электронных компонент (конденсаторов, резисторов, диодов, транзисторов и др. 39220). Электронная аппаратура работала в вакууме, только бортовой магнитофон имел герметичный корпус.

### Научные приборы
На Маринер-4 установлены следующие научные приборы:
- магнитометр для измерения напряжённости магнитного поля;
- регистраторы заряженных частиц;
- детектор солнечной плазмы;
- ионизационная камера и счётчик Гейгера-Мюллера для исследования космических лучей;
- детектор метеорных частиц;
- телевизионная камера для получения снимков поверхности Марса.

Планировали также установить на Маринере-4 ультрафиолетовый фотометр для поиска атомарных водорода и кислорода в верхних слоях атмосферы. Однако при окончательной проверке собранного космического аппарата ультрафиолетовый фотометр после 30 часов пребывания в глубоком вакууме начал сбоить с нестабильностями которые представляли опасность для электроники космического аппарата. Времени для переконструирования и повторного тестирования, если Маринер-4 должен быть готов к запланированному запуску, не было и поэтому научный прибор пришлось удалить из космического аппарата. Его заменили неработающим макетом вместо блока электроники фотометра и макетом датчика на сканирующей платформе чтобы не нарушить её механический и тепловой баланс.
- Для эксперимента по радиозатмению научные приборы не требовались

## Ход полёта

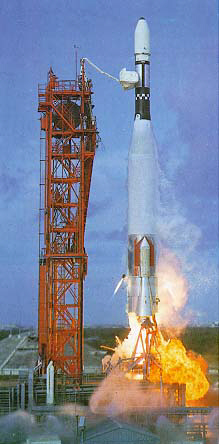
Запуск Маринера-4

### Запуск
Запуск 5 ноября 1964 года Маринера-3, предыдущего космического аппарата серии Маринер, завершился аварийно вследствие того, что защитный обтекатель не отделился. После анализа причин неудачного запуска фирма Локхид сконструировала, изготовила и испытала новый обтекатель из магниевого сплава, который заменил использовавшийся при аварийном запуске обтекатель из пластика. Кроме того командная система ликвидации разгонного блока Аджена D была заменена автоматической системой, что частично компенсировало увеличение веса, вызванное применением нового обтекателя.
Запуск состоялся с космодрома на мысе Канаверал в 14:22:01 UTC 28 ноября 1964 года ракетой-носителем Атлас D c разгонным блоком Аджена D. Обтекатель, защитивший космический аппарат от нагрева первые минуты полета в атмосфере, был сброшен в заданное время после старта. Связка разгонный блок Аджена D/Маринер-4 отделилась от ракеты-носителя Атлас D в 14:27:23 UTC. Разгонный блок Аджена D проработал с 14:28:14 до 14:30:38 UTC и вывел связку на опорную орбиту вокруг Земли. Второй пуск разгонного блока, с 15:02:53 до 15:04:28 UTC, вывел связку на траекторию полета к Марсу. Маринер-4 отделился от разгонного блока в 15:07:09 UTC. Солнечные панели развернулись в 15:15:00 UTC и через 16 минут, путём соответствующей ориентации всего космического аппарата, были направлены на Солнце. Затем Маринер-4 начал работать в режиме межпланетного полета.

### Наведение на звездуКанопус
После наведения на Солнце следовал поиск второго опорного ориентира, которым являлась звезда Канопус. Звёздный датчик был настроен так, чтобы реагировать на любой объект ярче, чем одна восьмая яркости Канопуса и темнее, чем его восьмикратная яркость. Кроме Канопуса существовало 6 таких объектов, видимых для звездного датчика, если Маринер-4 сориентирован на Солнце. Более суток заняли «перескоки» для нахождения Канопуса, поскольку датчик захватывал другой объект: свет от близкой Земли, звёзд Альдерамин, Регул, Наос, Гамма в созвездии Паруса.
В начале полёта часто возникал сигнал ошибки ориентации по крену, который вызывал потерю наведения звездного датчика на Канопус. Наведение терялось шесть раз менее чем за три недели, каждый раз требовалась последовательная серия команд по радио для её восстановления. После изучения неполадки специалисты пришли к выводу, что такое поведение Маринера-4 было вследствие небольших частиц, которые по неизвестным причинам отделялись от космического аппарата и дрейфовали в поле зрения звездного датчика. Солнечный свет, отраженный от частиц, проявлял себя как свечение, эквивалентное свечению яркой звезды, поэтому прохождение частицы в поле зрения датчика вызывало сигнал ошибки ориентации по крену. Когда яркость частицы превосходила верхний предел восьмикратной яркости Канопуса, космический аппарат автоматически прекращал ориентацию на него и начинал поворот по крену для поиска новой звезды. Радиокоманда на удаление верхнего предела были отправлена 17 декабря 1964 года. Предел первоначально был введён для предотвращения ориентации звездного датчика на Землю, но после отлёта от неё не требовался. В дальнейшем потери наведения на Канопус не происходили, хотя сигнал ошибки ориентации по крену появлялся до встречи с Марсом ещё 38 раз.

### Коррекция траектории полета
Полёт к Марсу продолжался 7½ месяцев. На среднем участке была проведена коррекция траектории. Первоначально планировалось провести её 4 декабря 1964 года, но в связи с потерей наведения звездного датчика на Канопус коррекцию отложили. Коррекция была проведена 5 декабря. Манёвр коррекции состоял из изменения ориентации космического аппарата на строго определенные углы (поворота по тангажу на −39,16 градусов и поворота по крену на 156,08 градусов), работы двигателя в течение 20,07 секунд и восстановления исходной ориентации путём поворотов по крену и тангажу. Изменение скорости полета было выполнено с ошибкой менее 2,5%, повороты по тангажу и крену с ошибкой менее 1%. После успешного манёвра коррекции Маринер-4 пролетал около Марса на расстоянии, близком к первоначально запланированному.

### Пролёт около Марса

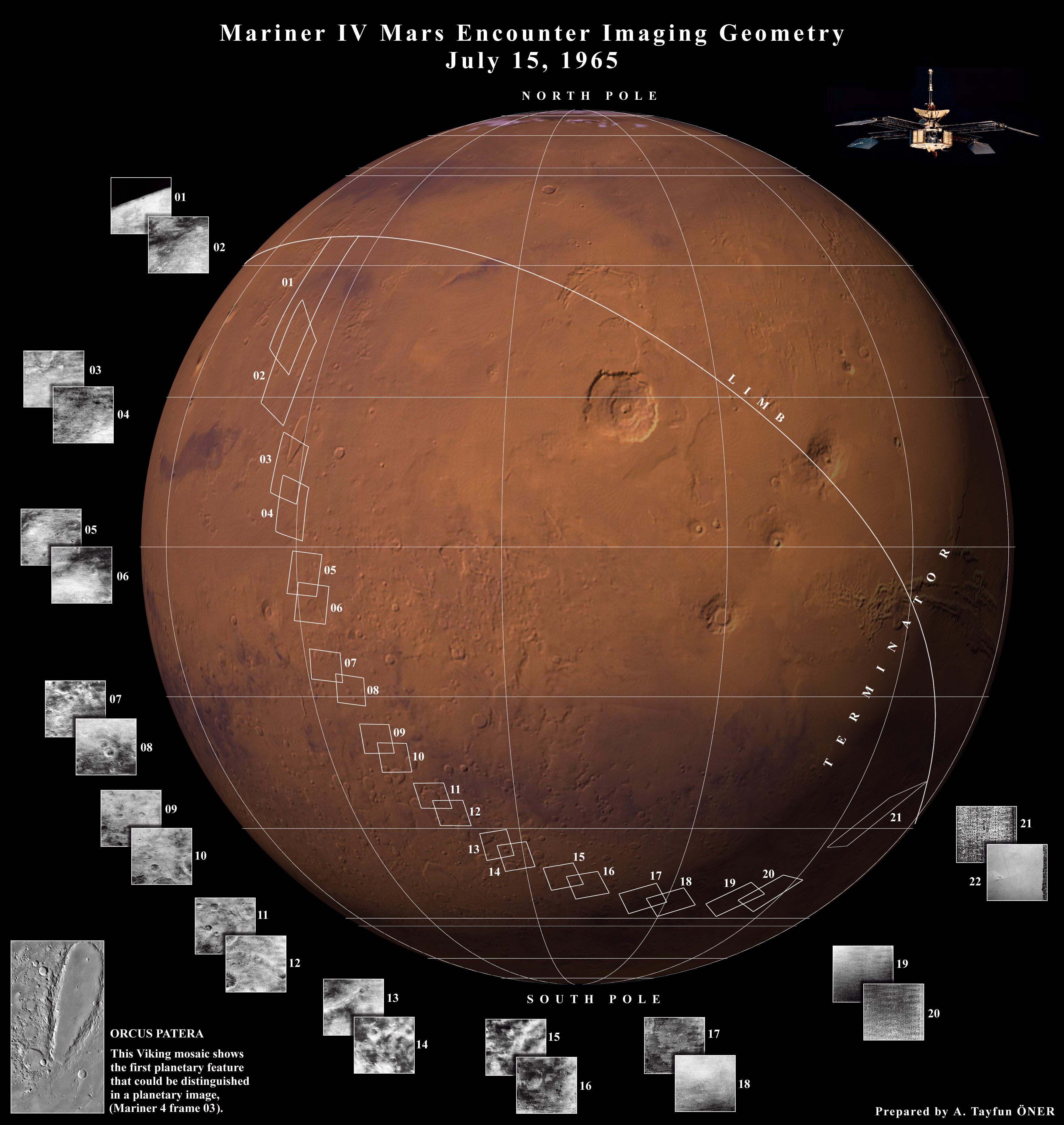
Размещение снимков на поверхности Марса

Маринер-4 пролетал около Марса 14-15 июля 1965 года. 14 июля в 15:41:49 UTC Маринер-4 был переключен в режим планетарного исследования. Телекамера начала свою работу в 00:18:36 UTC 15 июля, получены 21 полный снимок и частично 22 снимок (21 строка). Снимки делались через красный или зелёный фильтры, причем пары их перекрывались, чтобы получить больше информации об окраске поверхности. Число элементов изображения составляло 200×200, число уровней яркости — 64 (240000 битов, 200 строк по 200 пикселей, 6 битов на пиксель). Снимки располагались на поверхности Марса  по узкой прерывистой дуге. Дуга начиналась от 40° с. ш., 170° в. д., пересекала экватор, проходила вблизи 35° ю. ш., 200° в. д. и пересекала терминатор на 50° ю. ш., 255° в. д. На снимках записано около 1% от всей поверхности планеты. На первом снимке виден яркий лимб (край) Марса, снимок 19 захватывает вечерний терминатор, а последние три, т.е. 20,21,22, приходятся на неосвещённые области. Сделанные снимки хранились на бортовом магнитофоне. Снимки были получены при разных дальностях, причем минимальная составляла 11800 км. 15 июля в 1:00:57 UTC аппарат пролетел от Марса на расстоянии 9846 км. В 2:19:11 UTC Маринер-4 оказался за Марсом, сигнал от аппарата прекратился. В 3:13:04 UTC сигнал от аппарата возобновился. После пролёта  около Марса Маринер-4 был переключен в режим полета по межпланетной траектории. Передача изображений на Землю началась через 8,5 часов после возобновления сигнала, и продолжалась до 3 августа. Передача одного снимка со скоростью 8,33 бит/сек занимала 8,66 часа. Все снимки были переданы два раза, чтобы обеспечить отсутствие пропущенных или повреждённых данных. Передача снимков проходила с расстояния более 216 млн км.
Маринер-4 успешно выполнил большинство запланированных исследований Марса.

### Окончание полета

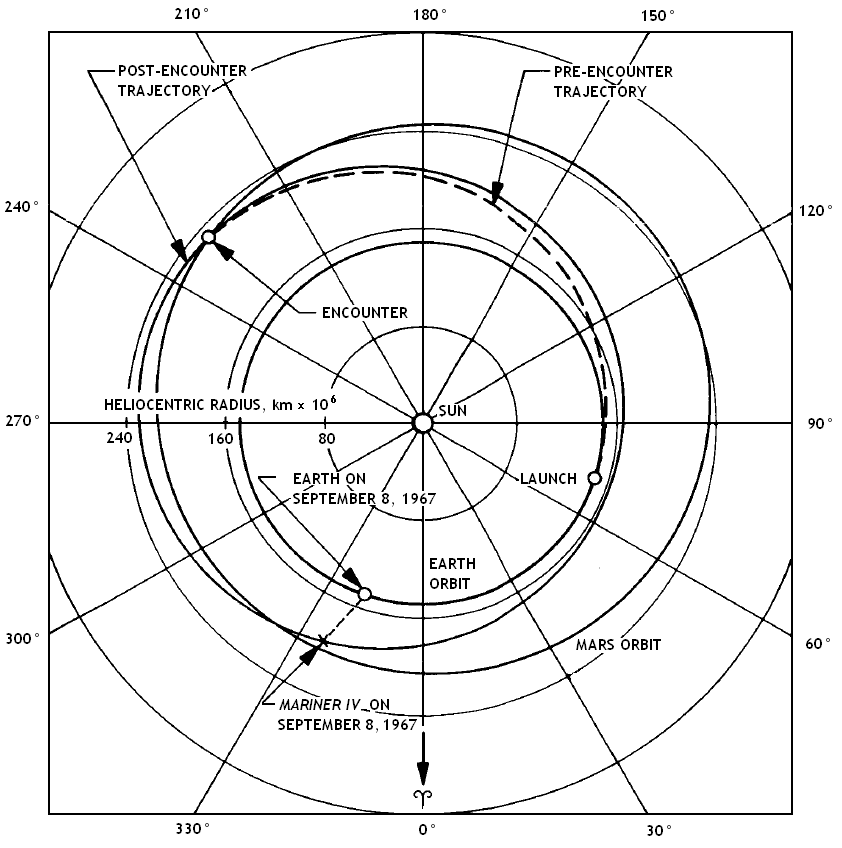
Полная траектория полета Маринера-4

30 августа 1965 года проведена съёмка неба. Передача на Землю первых пяти снимков, которые были получены при всех уровнях усиления телевизионной аппаратуры, закончилась 2 сентября. Поскольку в поле зрения телекамеры не было ярких звезд, были получены данные, относящиеся только к электронике. Первая попытка съемки неба 21 августа, когда в поле зрения попадала яркая звезда Альтаир и можно было получить сведения, касающиеся оптической системы телекамеры и электроники, была прервана из-за сбоев в работе наземной станции слежения. Съемка была необходима для того, чтобы обеспечить «взгляд изнутри» на возможное затуманивание снимков Марса. Возможное затуманивание являлось результатом какого-то неизвестного процесса в телевизионной аппаратуре.
В сентябре сигнал с Маринера-4 постоянно ослабевал, так как возрастала ошибка в ориентации
параболической антенны на Землю, и к 1 октября приближался к порогу чувствительности приемника станции слежения Голдстоун. 1 октября, когда Маринер-4 находился на расстоянии 309,2 млн км, передатчик и приемник по команде с Земли были переключены на антенну с низким коэффициентом усиления (чтобы обеспечить восстановление управления космическим аппаратом в 1967 году), и прием телеметрии с космического аппарата прекратился в 22:05:07 UTC.

Связь с Маринером-4 возобновилась во второй половине 1967 года.
12-21 августа проводился круглосуточный прием данных с Маринера-4 и Маринера-5. В это время Маринер-5, Земля и Маринер-4 располагались вдоль прямой, идущей радиально от Солнца. Наибольший интерес представляли сведения о солнечном ветре и магнитном поле.
15 сентября детектор космической пыли за 15 минут зарегистрировал 17 ударов микрометеоритов. Микрометеоритный дождь изменил ориентацию космического аппарата и, вероятно, слегка повредили его термозащиту. Позже учёные предположили, что космический аппарат пролетел вблизи остатков кометы D/Swift и прошёл на расстоянии около 20 млн км от её ядра.
25 октября была проведена вторая коррекция траектории. Поскольку Маринер-4 находился в полете более двух лет, успешная работа корректирующей двигательной установки обеспечила получение важных сведений, применимых в будущих космических программах.
26 октября скорость передачи данных была изменена с 33 бит/сек на 8 бит/сек, чтобы обеспечить передачу одного записанного на магнитофон снимка Марса на Землю. Космический аппарат успешно передал вторую половину 16 снимка и первую половину 17 снимка.
7 декабря закончился сжатый азот для системы ориентации. 10 и 11 декабря зарегистрировано в общей сложности 83 удара микрометеоритами, которые изменили ориентацию Маринера-4, что привело к уменьшению мощности радиосигнала принимаемого с космического аппарата. 21 декабря 1967 года связь с Маринером-4 прекратилась.
В настоящее время космический аппарат находится на гелиоцентрической орбите.

## Научные результаты
Суммарный объём данных, переданных Маринером-4 на Землю, составил более 50 миллионов бит (около 6 мегабайт). За 307 суток с 28 ноября 1964 по 1 октября 1965 года принято около 50 миллионов бит. Все научные приборы работали нормально, за исключением Счётчика Гейгера, который вышел из строя в феврале 1965 года. Кроме того, 8 декабря 1964 года возникли неполадки в работе детектора солнечной плазмы из-за поломки резистора в высоковольтной цепи, но инженеры смогли перекалибровать детектор, учитывая эту поломку, и правильно истолковать полученные данные.
Качество полученных снимков Марса было низким. Потребовалась длительная обработка цифровых данных на ЭВМ для устранения дефектов и помех, а также увеличения контрастности снимков. Заключительный отчет с обработанными снимками был опубликован в декабре 1967 года.
На первых семи снимках Марса зенитное расстояние Солнца мало, не более 30°, и, следовательно, рельеф создает мало теней. По мере перехода участков съемки в южное полушарие высота Солнца становилась все меньше, и снимок 19 приходится на область сумерек. На снимке 3 видна первая различимая деталь рельефа — часть Орк (патера) эллиптической впадины размеры которой 380x140 км. Наиболее интересны 11 снимков — от 5 до 15. На снимке 5 впервые видны марсианские кратеры. На снимке 7 поверхность густо усыпана кратерами. На снимке 9 видны скопления кратеров. На снимке 11 четко виден большой кратер 156,58 км в поперечнике (координаты центра кратера 34.68° ю. ш. и 195.76 °з. д.) и все кратеры более 5 км в диаметре. Солнце стояло низко (зенитное расстояние 47°), область заснята с расстояния 12500 км и занимает площадь примерно 270 км на 240 км. Большой кратер назван Маринер в честь Маринера-4. На снимке 14 находятся кратеры с валами, покрытыми инеем (что не удивительно, в южном полушарии середина зимы) и ярко освещенными центральными горками, так как Солнце стояло довольно низко (зенитное расстояние 60°). На снимке 15 также есть кратеры, окруженные белым кольцом — Солнце здесь стояло ещё ниже (зенитное расстояние 66°).
На снимках, полученных Маринером-4, усеянная кратерами поверхность Марса очень похожа на поверхность Луны. Но информация Маринера-6 и Маринера-7 показала, что такая поверхность не на всем Марсе, а только у более древних участков, сфотографированных Маринером-4. На снимках Маринера-4 замечено вуалирование, что привело к выводу о наличии на Марсе замутненной атмосферы до высот 150 км. Однако Маринер-6 и Маринер-7, на снимках которых вуалирования нет, опровергли замутненность атмосферы. По-видимому, оптика телекамеры Маринера-4 была загрязнена.

На основании эксперимента по радиозатмению установлено, что атмосфера Марса по плотности не превышает 1% земной и состоит в основном из углекислого газа (с учётом спектроскопических наблюдений с Земли установлено что углекислого газа не менее 80%). Атмосферное давление в точке захода Маринер-4 за Марс около 4,9 миллибар (490 Па), в точке восхода около 8,4 миллибар (840 Па). До полёта Маринера-4 астрономы полагали что атмосферное давление на Марсе около 85 миллибар, и марсианская атмосфера состоит в основном из азота. Также определено что дневная температура составляла −100 градусов по Цельсию.
Магнитные поля, радиационные пояса Марса и пояса пыли обнаружены не были.
Кратеры и разреженная атмосфера являются признаками планеты, которая подвергается воздействию суровых условий космоса, и развеивают надежды найти разумную жизнь на Марсе. Снимки планеты изменили мнение научного сообщества о жизни на Марсе.
После полета Маринера-4 большинство ученых пришло к выводу: если бы на Марсе была жизнь, её формы были бы более мелкими и примитивными.
Поиск жизни на Земле по нескольким тысячам фотографий с километровым разрешением, полученных с метеорологических спутников, не выявил её признаков на подавляющем большинстве этих снимков, поэтому, как полагают другие ученые, на основании 22 фотографий, сделанных Маринером-4, нельзя было считать, что разумной жизни на Марсе не было.

## Интересные факты
- Общая стоимость программы Маринера-4 составила 83,2 млн долларов США.
- В отличие от советских автоматических межпланетных станций Марс корпус автоматических межпланетных станций серии Маринер негерметичный.
- На снимках Маринера-4 замечено вуалирование, что привело к выводу о наличии на Марсе замутненной атмосферы до высот 150 км. Однако Маринер-6 и Маринер-7, на снимках которых вуалирования нет, опровергли замутненность атмосферы. По-видимому, оптика телекамеры Маринера-4 была загрязнена.

## Галерея

Снимок 1. Ручная раскраска распечатки полученных в цифровом виде данных первого снимка Маринера 4. Первое изображение Марса с близкого расстояния, сделано до преобразования полученных данных в фотоснимок.
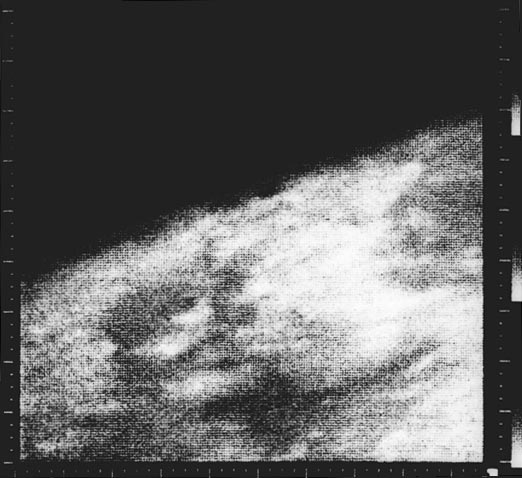
Снимок 1. Первый в истории снимок Марса полученный космическим аппаратом с близкого расстояния. Снимок охватывает около 330 км в ширину и 1200 км от лимба до нижнего края. Контраст усилен обработкой полученных в цифровом виде данных на ЭВМ.
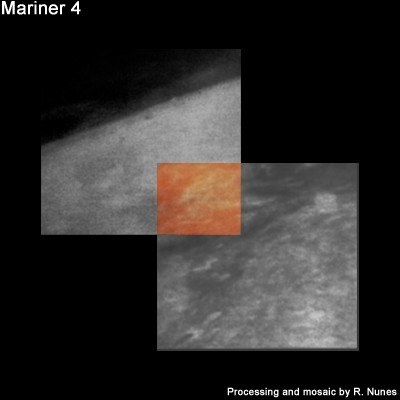
Комбинированное фото состоящее из 1 и 2 снимка, видна марсианская атмосфера.
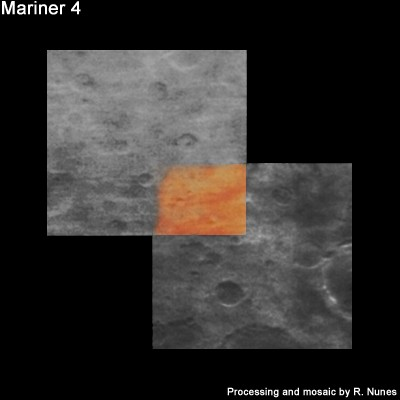
Комбинированное фото состоящее из 9 и 10 снимка.
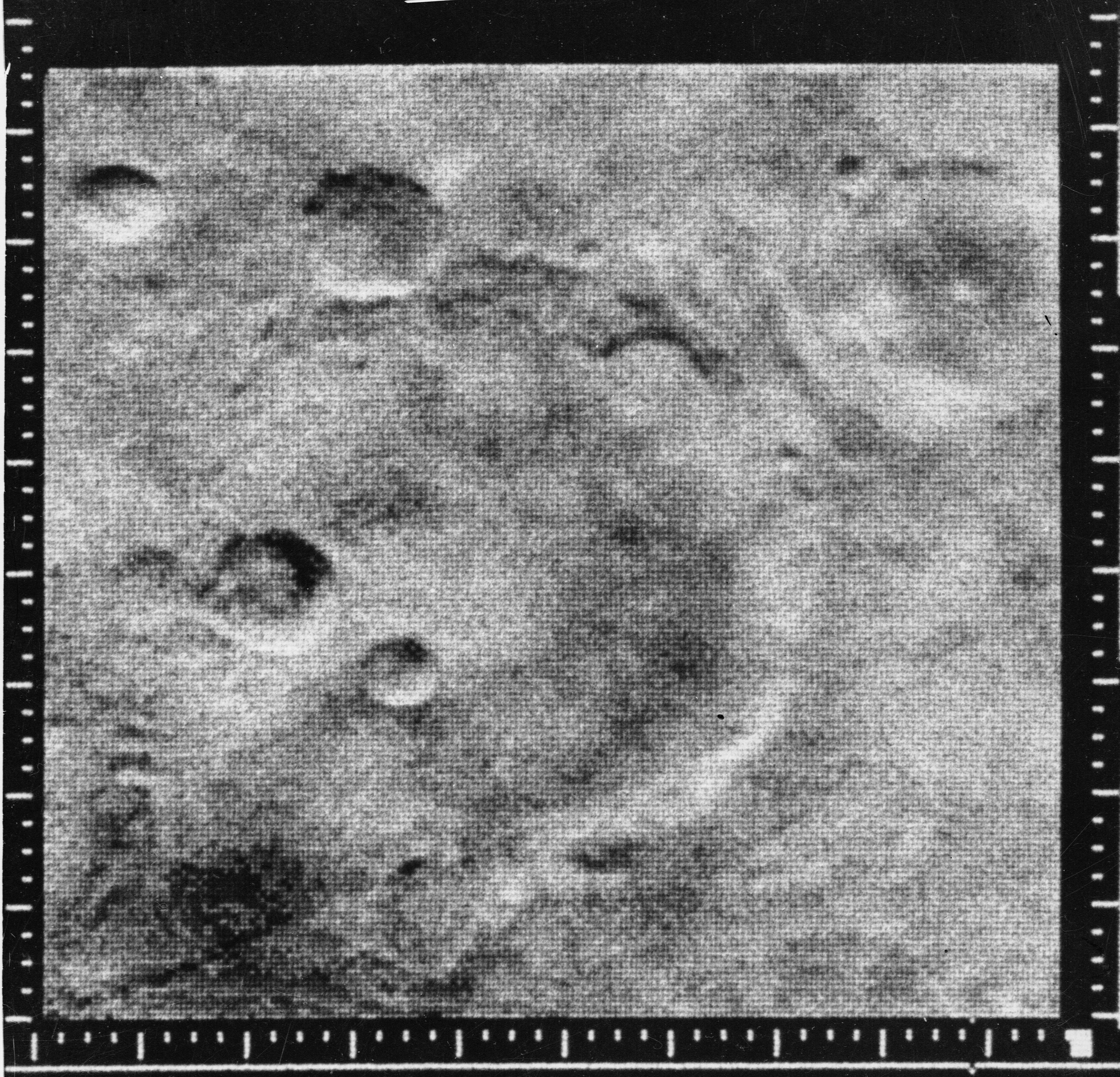
Снимок 11.
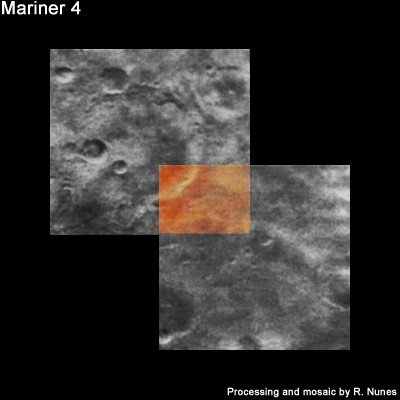
Комбинированное фото состоящее из 11 и 12 снимка.
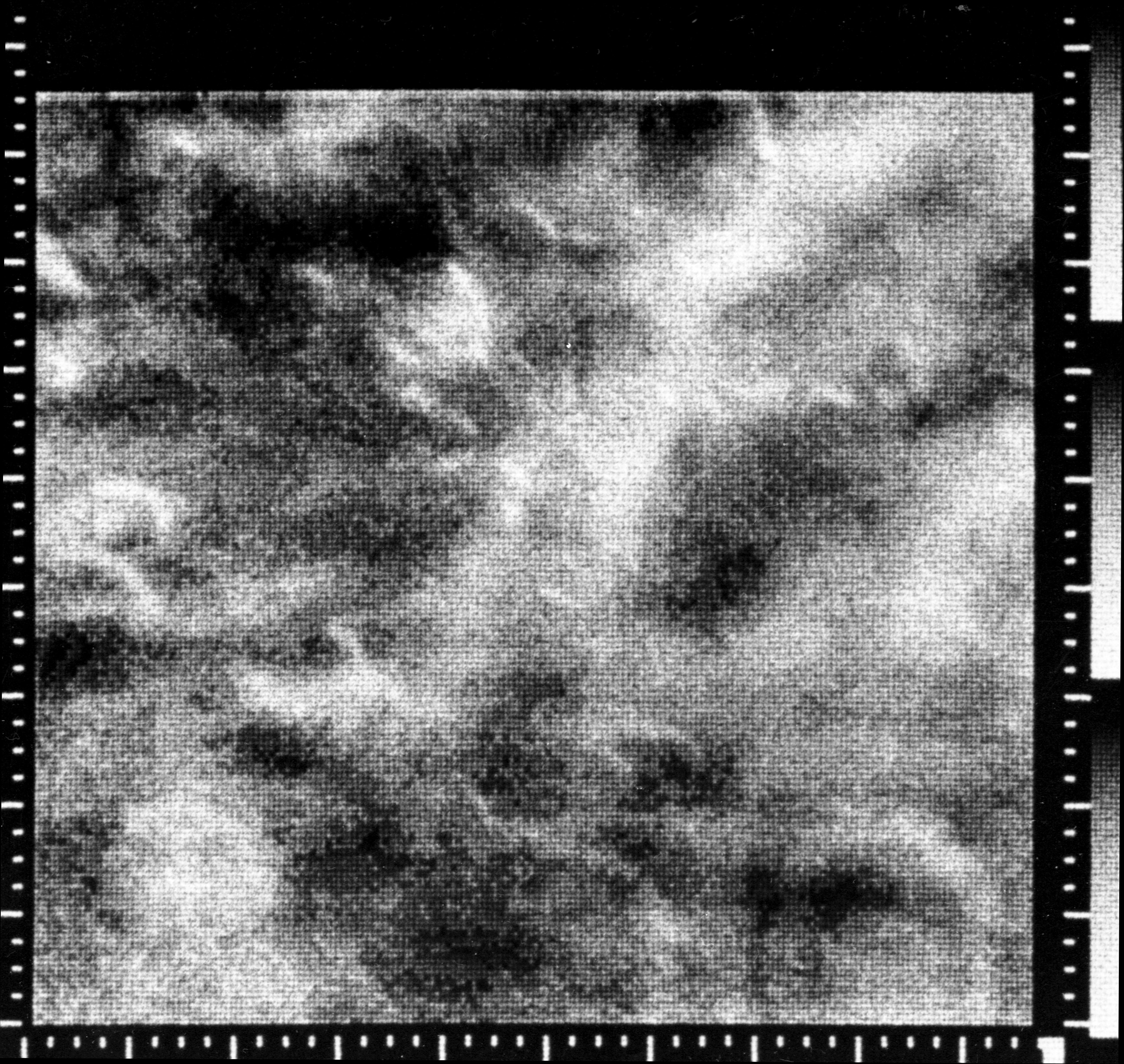
Снимок 15.